# Lala (canción)
«Lala» es una canción del rapero y cantante puertorriqueño Myke Towers. Fue lanzada el 23 de marzo de 2023 a través de One World Music, Warner Music Latina y Warner Records, como la pista número veintidós de su tercer álbum de estudio La vida es una. La canción logró el éxito comercial en julio de 2023, debido a su viralización en la red social TikTok. Un videoclip con la participación de la modelo María Pedraza fue lanzado el 27 de julio de 2023, que también marcó su lanzamiento como el tercer sencillo del álbum mencionado.

## Letra
«Lala» habla sobre el tiempo de coquetería que ocurre entre una pareja, desde el cariño hasta ciertos celos.

## Recepción crítica
Stefanie Fernández de la revista estadounidense Rolling Stone describe el sing-song como «divertido por derecho propio».

## Impacto viral
La canción comenzó a popularizarse en la red social TikTok a mediados de julio de 2023. Se muestra a la mayoría de los usuarios que utilizan el audio en TikTok haciendo un movimiento de lengua.

## Desempeño comercial
Luego de un aumento en la popularidad en TikTok, la canción debutó en el top cinco de varios países en Spotify, convirtiéndose en la canción más alta de Towers en varias plataformas de transmisión.
«Lala» se convirtió en la primera canción de Towers en liderar la lista Global Excl. U.S. En los Estados Unidos superó su clasificación en el Billboard Hot 100, debido a que se recupera entre los puestos 90-48 en su segunda semana. Además es la primera entrada del rapero en la lista Streaming Songs y el noveno top diez del rapero en las listas Hot Latin Songs y Latin Streaming Songs.
En América Latina, «Lala» consiguió ser número uno en las listas de Bolivia, Chile, Colombia, Ecuador, Honduras, Perú y República Dominicana. También se ubicó en el puesto número uno en España, después de dos semanas en la lista.

## Videoclip
El videoclip fue estrenado en el canal de YouTube de Myke Towers el 27 de julio de 2023. Fue dirigido por Aitana Sainz y Gus Carballo bajo el sello Wildhouse Productions. Contó con la actuación de la actriz española María Pedraza y fue rodado en la Casa Sardinera, una casa ubicada en el municipio de Jávea, edificada por el arquitecto Ramón Esteve en 2014.

### Lyric video
El lyric video se estrenó en el canal de YouTube de Myke Towers el 23 de marzo de 2023, en simultáneo con el resto de videos de las pistas del álbum La vida es una.

## Posicionamiento en listas
| Lista                                  | Mejor posición |
| -------------------------------------- | -------------- |
| América Latina Latino (Monitor Latino) | 5              |
| Argentina (Argentina Hot 100)          | 1              |
| Bolivia (Bolivia Songs)                | 1              |
| Bolivia (Monitor Latino)               | 12             |
| Centroamérica (Monitor Latino)         | 6              |
| Chile (Chile Songs)                    | 1              |
| Chile Urbano (Monitor Latino)          | 13             |
| Colombia (Colombia Songs)              | 1              |
| Colombia (Monitor Latino)              | 12             |
| Costa Rica Urbano (Monitor Latino)     | 11             |
| Ecuador (Ecuador Songs)                | 1              |
| Ecuador (Monitor Latino)               | 12             |
| Estados Unidos (Billboard Hot 100)     | 48             |
| Estados Unidos (Hot Latin Songs)       | 6              |
| Estados Unidos (Latin Airplay)         | 33             |
| Estados Unidos (Latin Rhythm Airplay)  | 11             |
| El Salvador (Monitor Latino)           | 6              |
| España (Top 100 Canciones)             | 1              |
| Guatemala (Monitor Latino)             | 15             |
| Global (Billboard Global 200)          | 3              |
| Honduras (Monitor Latino)              | 1              |
| México (Mexico Songs)                  | 3              |
| Nicaragua (Monitor Latino)             | 7              |
| Panamá (Monitor Latino)                | 2              |
| Paraguay (Monitor Latino)              | 6              |
| Perú (Hot 100 Perú)                    | 1              |
| República Dominicana (Monitor Latino)  | 19             |
| República Dominicana (Sodinpro)        | 1              |
| Suiza (Schweizer Hitparade)            | 100            |
| Uruguay (Monitor Latino)               | 17             |
| Venezuela Urbano (Monitor Latino)      | 13             |

## Certificaciones
| Región              | Certificación | Unidades/ventas certificadas | Ref.   |
| ------------------- | ------------- | ---------------------------- | ------ |
| España (Promusicae) | Platino       | 40 000                       | [ 28 ] |